# Florida State Road 5A
Die Florida State Road 5A (kurz FL 5A), auch als Nova Road bezeichnet, ist eine in Nord-Süd-Richtung verlaufende State Route im US-Bundesstaat Florida.

## Verlauf
Nach der Abzweigung von der Trasse des U.S. Highway 1 sowie den State Roads A1A und 5 in Port Orange verläuft die FL 5A in nordwestlicher Richtung. Im Südwesten der Stadt trifft die Straße auf die State Road 421 sowie in South Daytona auf die State Road 400, die eine Verbindung zur Interstate 4 bildet. Die FL 5A wird im Westen von Daytona Beach von der Trasse des U.S. Highways 92 und der State Road 600 gekreuzt, die den Daytona International Speedway mit dem Stadtzentrum verbindet. In ihrem weiteren Verlauf trifft die Straße auf die State Roads 430 und 40 und endet nach 25 Kilometern südlich des Tomoka State Parks am US 1 in Ormond Beach.